# スコット・リッター
ウィリアム・スコット・リッター・ジュニア（英: William Scott Ritter, Jr. 、1961年7月15日 - ）は、元国際連合大量破壊兵器廃棄特別委員会（UNSCOM）主任査察官、評論家。1991年から1998年にかけて、イラクにおける大量破壊兵器捜索のための国連主任査察官（a chief United Nations weapons inspector）としてアメリカの中東に関する外交政策（主に対イラク政策）を批判し、イラク戦争反対運動に参加した。またトーク番組の解説者となった。

## イラク戦争反対運動
イラクのサッダーム・フセイン政権は、米国政府が気にするほどの大量破壊兵器を保有していない、とリッターが公然と論じたのは、2003年3月にアメリカがイラクに侵攻する直前のことであった。リッターはアメリカ議会や講演活動でアメリカ政府を批判し、一躍時の人になった。また当時のイラク国会でアメリカ・イギリスを批判する演説も行っている。一方でサダム・フセイン政権関連の実業家Shakir al Khafajiから、石油食料交換プログラムにからんだ40万ドルに及ぶ資金提供を受けていたが、本人は「イラク情勢を客観的に描いたドキュメンタリー映画作成のための資金」であるとして、買収ではないとしている。リッターがいつどのようにして兵器が存在しないと判断したかは謎のままである。リッターは1998年9月、上院の委員会で「イラクは今日も武装解除されておらず、近隣諸国と世界平和に対する危険な脅威のままである」と宣誓の上で述べていた。彼は自分の見解の変化を説明しないばかりか、最初から一貫していたと信じられないような主張をしている。 

## In Shifting Sands
リッターのドキュメンタリー『In Shifting Sands』は2001年に公開された。ワシントン・タイムズによると、リッターのドキュメンタリーはイラクのアメリカ人ビジネスマン、シャキール・アル・カファジによって部分的に資金提供された。 アル・カファジは2004年に国連の石油食糧スキャンダルへの関与で複数の重罪を認めた。リッターは、テレグラフに書かれているような事件があったことを認めたが、贈り物はアル・カファジ以外の人物から提供されたもので、それを拒否し、帰国後にFBIに報告したと言っている。また、40万ドルは助成金ではなく、アル・カフジのファルコン・マネジメントから彼自身のファイブ・リバーズ・プロダクションズへの「有利子ローン」であると説明し、映画が失敗したため、このお金はおそらく返済されないだろう、と語った。フィナンシャル・タイムズに書くローリー・マイロイによると、リッターはアル・カファジとのいかなる見返りも否定している。リッターは「カフジ氏が（自分の）名前で割り当てられた資金を提供していたと示唆する人物をどう見なすか」と問われたとき、リッターはこう答えた。「私はその人をクソ嘘つきだと言うだろう...そして、私が彼のお尻を蹴ることができるので、ここに来るように彼に言うだろう」。

## 未成年者への猥褻行為と逮捕・収監
2001年4月、警察官が未成年者に扮したおとり捜査で性行為を要求し逮捕されたが、告訴にまでは至らなかった。同年6月に再度おとり捜査で逮捕され今度は告訴に至ったが、再び問題を起こさない事を条件に釈放されている。
2009年11月にインターネットのチャットでおとり捜査を行なっていた警察官とのやりとりにより逮捕された。警察の発表によれば、15歳と名乗った相手に対し自分のWebカメラのサイトへ誘導しカメラの前で自慰する姿を見せ付けたという。裁判においてリッターは「チャットの相手は、ファンタジーを演じている大人だと思っていた」と主張した。最終的には裁判で有罪となり、2011年に18か月から66か月の期間の刑務所への収監が言い渡された。彼は2012年3月にペンシルベニア州にある刑務所に送られ、2014年の9月に仮釈放された。

## 家族
グルジア・ソビエト社会主義共和国出身の女性「マリーナ・カティアシヴィリ」（Marina Khatiashvili）と1991年8月に結婚している。彼女はソビエト連邦のヴォトキンスクの兵器工場にて、戦略兵器削減条約による軍縮監視のために滞在していた米国のチームのための通訳であった。彼女の職務はKGBに報告することが求められる性質のものだったため、FBIは防諜捜査においてこの関係に注意を寄せた。リッターは2002年に取材に答えた際に、「FBIは私の妻をKGBのスパイ呼ばわりして捜査を開始した」との不満を述べている。

## ロシアのウクライナ侵攻をめぐって
2022年4月6日にリッターは、ブチャでの虐殺はウクライナ国家警察によって行われたと主張し、ジョー・バイデン大統領に電話をかけたとツイート。この投稿が「嫌がらせと虐待」に関する規則に違反したとして、直ぐ様Twitterからアカウントを停止された（翌日には復活）。この直後リッターは、「ブチャでの虐殺の責任をロシアに転嫁しようとした」としてバイデンを戦犯として非難している。
リッターはアンドリュー・ナポリターノなど複数のポッドキャストで自らの見解と意見を公表している他、ロシア・トゥデイにNATO批判などを寄稿している。また2022年7月にはウクライナ偽情報対策センターによって、親ロシアのプロパガンダ発信者の一人に挙げられている。